# Mise en Place

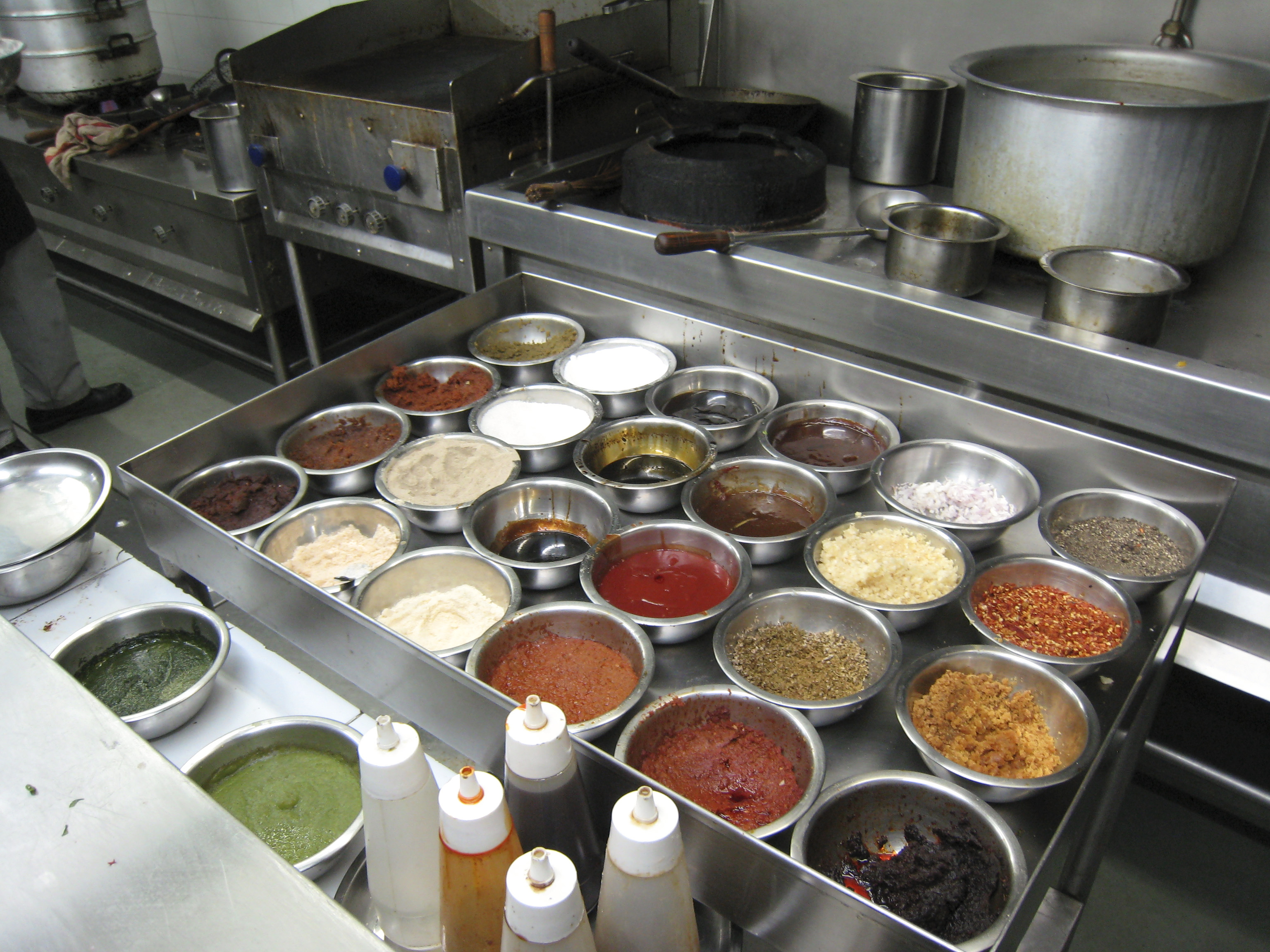
Mise en place verschiedener Zutaten

Das oder die Mise en Place (Französisch, etwa „Bereitstellung“) ist in der Gastronomie, zum Beispiel in der Küche eines Restaurants oder an der Bar, und in der Hotellerie (auf der Etage, an der Rezeption) die Vorbereitung des Arbeitsplatzes. 
In einer Küche beinhaltet das Mise en Place beispielsweise die Bereitstellung der benötigten Zutaten und Gewürze sowie der Arbeitsutensilien in der für den Koch optimalen Anordnung. 
Im Servicebereich ist die Bereitstellung von Speisekarten, Brotkörben usw. gemeint.